# A2 - Auto-estrada do Sul
L'Autoestrada A2 (autopista A2) o Autoestrada do Sul(autopista del sud) és una autopista portuguesa, que connecta Lisboa amb Paderne, connectant la regió de l'Àrea Metropolitana de Lisboa amb les subregions Alentejo Litoral i Baixo Alentejo, pertanyents a la Regió de l'Alentejo, i la regió de l'Algarve, amb una longitud total de 240,8 km.
És la segona autopista portuguesa més llarga en longitud. Estableix la connexió entre Lisboa i el sud del país, és a dir, la regió de l'Algarve, que dóna servei a la regió de l'Alentejo Litoral, l'Alentejo Central i el Baix Alentejo. Va mitigar la poca accessibilitat que tenien aquestes regions a la resta del país (permetent fer la connexió entre Lisboa i l'Algarve en poc més de 2 hores) i va acabar constituint un eix estructurador per a la pròpia regió, sent àmpliament utilitzat per la majoria de conductors que viatgen des del nord i centre fins a l'extrem sud del país.
No obstant això, no s'ha de passar per alt la seva importància a nivell de la regió de l'Àrea Metropolitana de Lisboa pel fet que és utilitzat diàriament per desenes de milers de vehicles que es desplacen des de la riba sud del Tajo fins a la capital.
En el seu inici, travessa una gran àrea urbana, formada pels municipis d'Almada, Seixal i Palmela, que arriba a l'encreuament de Marateca, on l'autopista connecta amb l'A6 cap a Évora i Espanya i amb l'A12 cap a Montijo i l'entrada est de Lisboa, a través del pont Vasco da Gama. A partir d'aleshores, s'endinsa en una zona essencialment rural. Passant pels municipis d'Alcácer do Sal, Grândola, Aljustrel, Castro Verde, Ourique i Almodôvar, s'arriba al municipi d'Albufeira, on l'autopista connecta amb l'A22.
La finalització d'aquesta carretera es va produir l'any 2002, 36 anys després de la inauguració del Pont 25 d'Abril (llavors anomenat Pont Salazar).
Està concedit per Brisa en règim de peatge, i només hi ha un tram exempt d'aquest pagament, entre Almada i Fogueteiro. Un viatge entre Lisboa i Via do Infante costa 20,45 € per a un vehicle de classe 1 (el preu de creuar el pont 25 d'abril, concessionat a Lusoponte, no està inclòs).